# Alectryon diversifolius
Alectryon diversifolius là một loài thực vật có hoa trong họ Bồ hòn. Loài này được (F.Muell.) Reynolds mô tả khoa học đầu tiên năm 1987.

## Hình ảnh

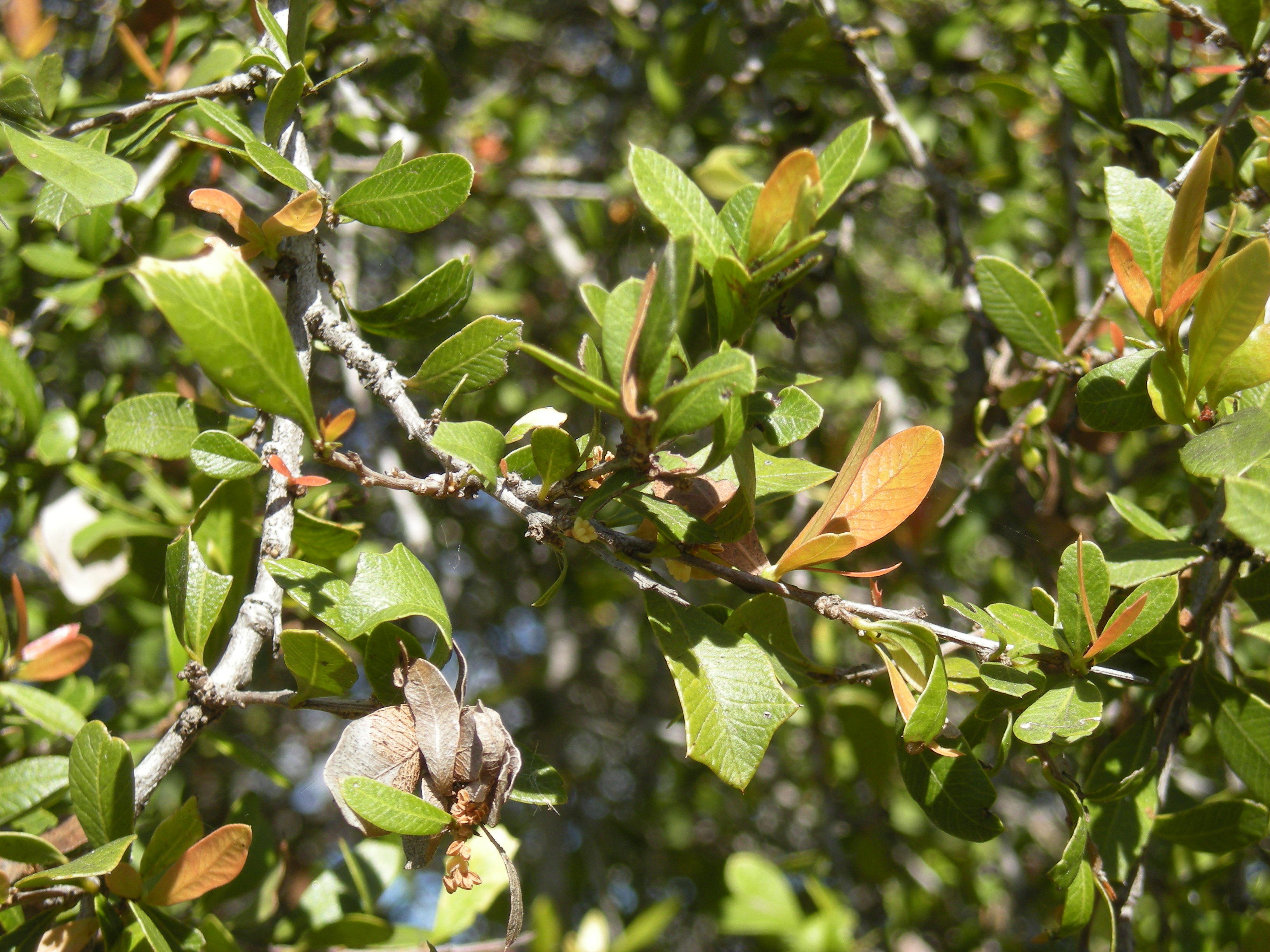
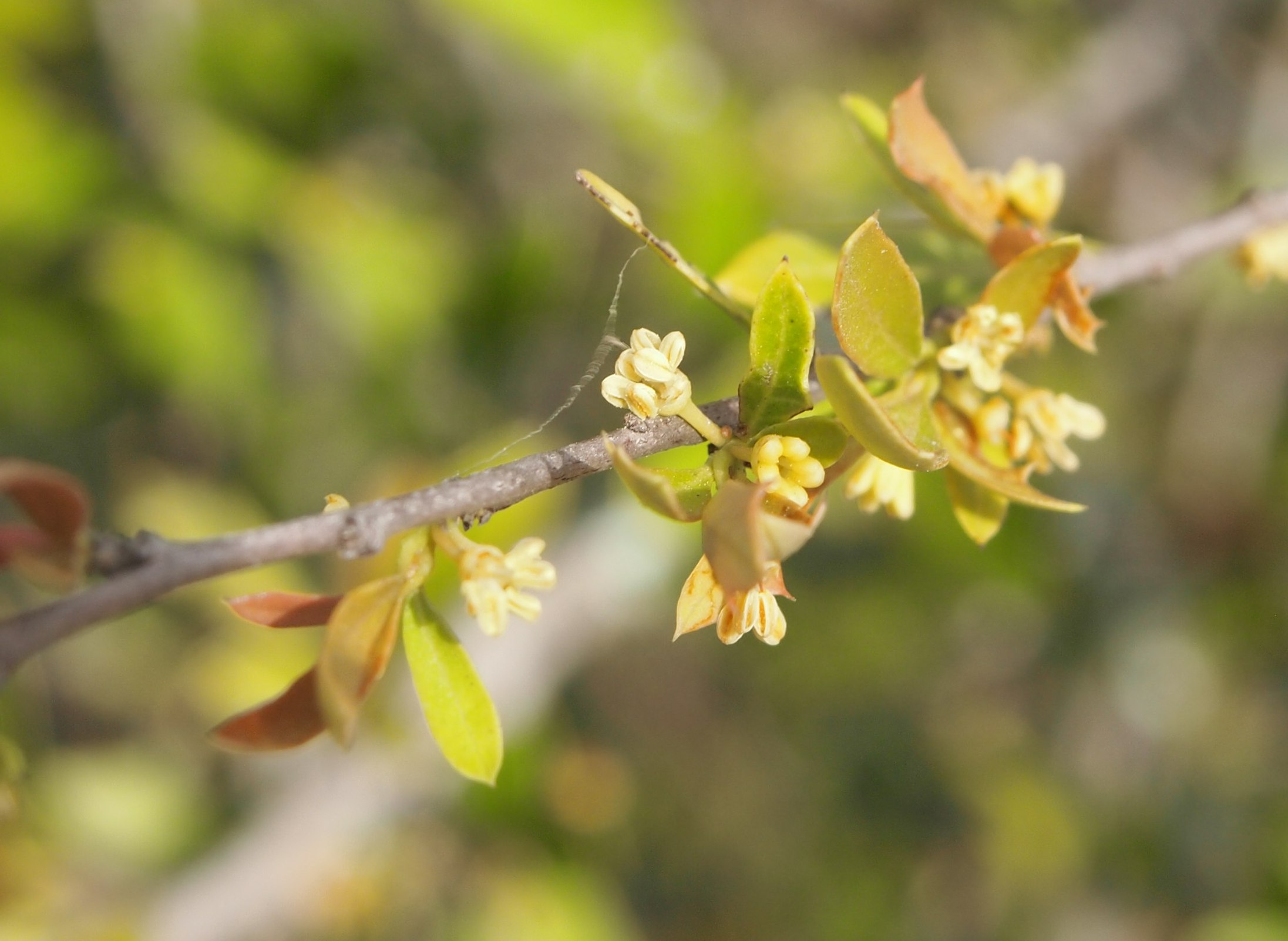
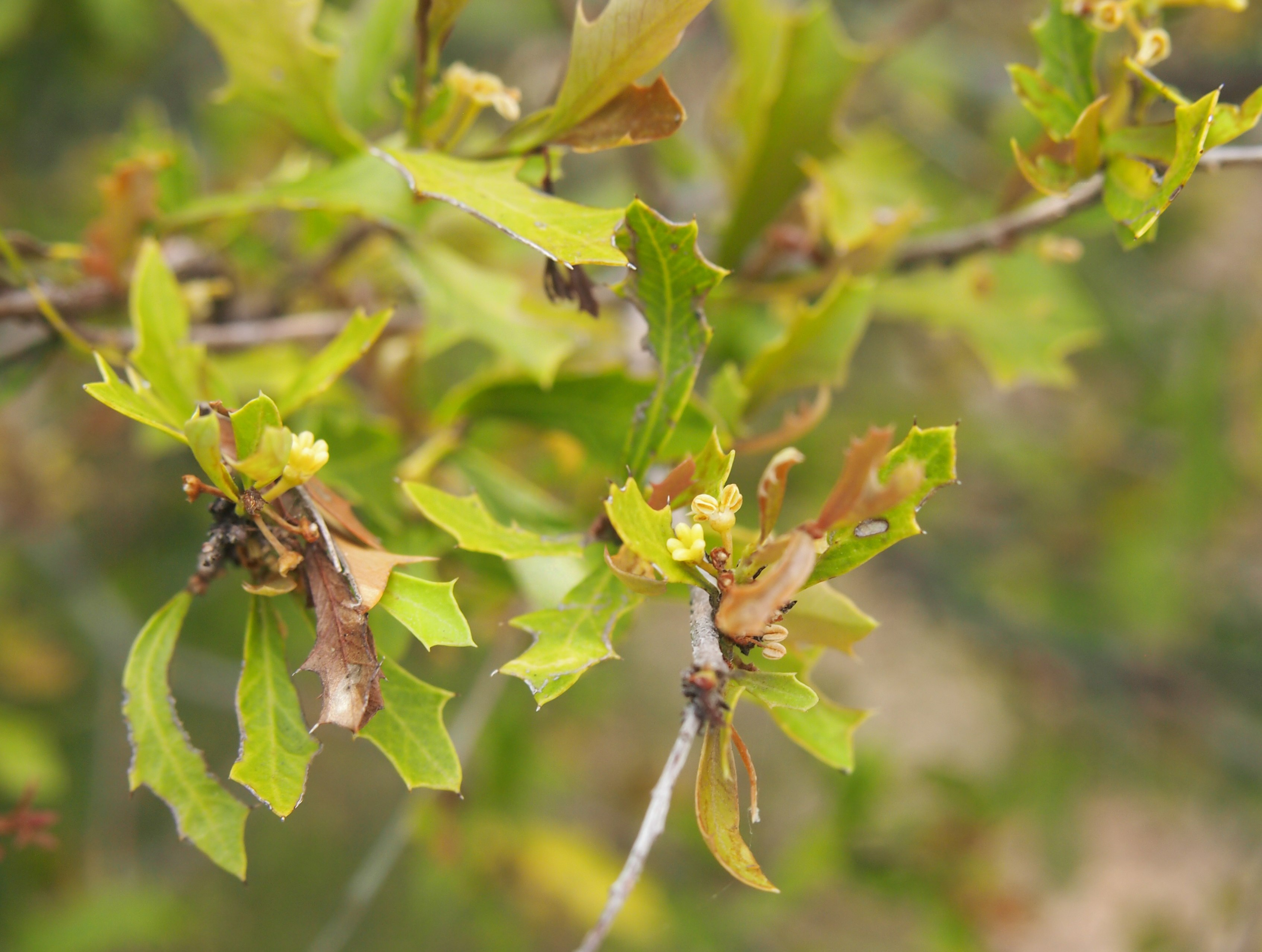